# Zane's The Jump Off
Zane's The Jump Off – amerykański serial erotyczny z elementami dramatu emitowany od 29 marca do 21 czerwca 2013 na kanale Cinemax.

## Fabuła
Serial opowiada o pięciu 30-letnich kolegach ze studiów i ich kobietach, którzy zmagają się z problemami takimi jak zaangażowanie, wierność i przebaczenie.

## Obsada

### Główni
- Amin Joseph jako Dmitri Vance
- Sean Riggs jako Earnest Bishop
- J. Teddy Garces jako Spencer Martinez
- Damian Raven jako Gabriel Turner
- Kinyumba Mutakabbir jako Fenwick „Woody” Wood

### Poboczni
- Joe Torry jako Chandler Bishop
- Tanjareen Martin jako Lauren
- Gregg Wayans jako Harris Jones
- Johanna Quintero jako Portia Bishop
- Latifah Creswell jako Brenda Lancaster
- Monique Cash jako Nandi Carter
- Wlehyonneh Toles jako Kenya Wood
- Sasha Van Duyn jako Aspen Turner
- Jen Morillo jako Sabrina
- Jude B. Lanston jako Doctor Stovall
- Erika Jordan jako Jennifer

## Spis odcinków
| N/o | Tytuł angielski     |
| --- | ------------------- |
|     |                     |
| 01  | First Down          |
|     |                     |
| 02  | Man-In-Motion       |
|     |                     |
| 03  | Pass Interference   |
|     |                     |
| 04  | Playing the Field   |
|     |                     |
| 05  | Illegal Motion      |
|     |                     |
| 06  | Red Flag            |
|     |                     |
| 07  | Turnover            |
|     |                     |
| 08  | Backfield in Motion |
|     |                     |
| 09  | Offensive Holding   |
|     |                     |
| 10  | Ball Control        |
|     |                     |
| 11  | Possession          |
|     |                     |
| 12  | Down By Contac      |
|     |                     |
| 13  | Two Minute Dril     |
|     |                     |